# بوز کراسینگ (آریزونا)
بوز کراسینگ (به انگلیسی: Booze Crossing) یک منطقهٔ مسکونی در ایالات متحده آمریکا است که در آریزونا واقع شده‌است. بوز کراسینگ ۱٬۳۳۰ متر بالاتر از سطح دریا واقع شده‌است.